# L'Embarquement de la reine de Saba
L'Embarquement de la reine de Saba est une peinture à l'huile sur toile de Claude Gellée, dit « le Lorrain » et traditionnellement connu sous le nom de Claude, conservée à la National Gallery de Londres, signée et datée de 1648.

## Historique de l'œuvre
Cette œuvre est réalisée pour le cardinal Camillo Francesco Maria Pamphili, neveu du pape Innocent X, mais peu avant sa livraison, éclate le scandale de la renonciation du cardinal pour épouser Olimpia Aldobrandini, l'obligeant à s’exiler pendant quatre ans. Le tableau est vendu à Frédéric-Maurice de La Tour d'Auvergne (1605-1652), duc de Bouillon, général de la marine pontificale, avec Paysage avec le mariage d'Isaac et Rebecca, son pendant,aujourd'hui également à la National Gallery.
Le tableau est l'une des premières œuvres acquises par la National Gallery en 1824, l'une des cinq œuvres de Claude Lorrain achetées dans la collection de John Julius Angerstein. Il porte le numéro de catalogue NG14.
Cette œuvre et des œuvres similaires de Claude inspirent Turner lorsqu'il peint Didon construisant Carthage ou l'Ascension de l'Empire carthaginois (1815) et Le Déclin de l'Empire carthaginois (1817), qu'il laisse à la nation dans le cadre du legs Turner à la condition qu'elles soient accrochées à côté de la paire d'œuvres de Claude.
Elle est numérotée 114 dans le Liber Veritatis de Claude.

## Sujet et description
La thématique choisie pour ce tableau tourne autour de la figure mythique de la reine de Saba, rapportée dans les Livres des Rois et les Chroniques de La Bible, dans le Coran et dans l’histoire de l'Éthiopie, souverain du royaume de Saba, un ancien royaume où l’archéologie présume que les territoires actuels de l’Éthiopie et du Yémen étaient localisés. Selon l’Ancien Testament, la reine se rend en Israël après avoir entendu parler de la grande sagesse du roi Salomon. Impressionnée par la sagesse et les richesses du sage roi hébreu, elle se convertit au monothéisme, chantant sa louange au dieu Yahweh,. Le tableau représente le départ de la reine de Saba pour Jérusalem, décrit dans le dixième chapitre des Livres des Rois. 
Lorrain a choisi une scène inhabituelle dans l’iconographie biblique, en composant un scénario d’inspiration bucolique, baigné dans une splendide lumière du matin, plaçant le soleil levant au centre du tableau, au point de fuite de l’horizon, où le regard du spectateur est inévitablement dirigé. La scène s’inscrit dans une architecture classique, avec un port plein de bateaux et de petites barques à rames. De nombreuses figures humaines en costumes évoquent la tradition gréco-romaine. L’artiste a pris grand soin de tous les détails du tableau, en soulignant les imposantes colonnes d’ordre corinthien situées à gauche, le galion en attente de recevoir la reine, les opérations de chargement dans les barques. Selon la légende, la reine apporte de nombreux cadeaux à Salomon ; des figures comme la femme pauvre ou le garçon allongé observent la scène ; la reine de Saba descend les escaliers en direction de la barque, ; elle porte une tunique rose, un manteau bleu royal et une couronne dorée et s'apprête à monter à bord d'un canot en attente pour l'emmener à son navire – peut-être le navire partiellement caché par les piliers de gauche, ou celui plus au large sur le point de fuite de l'image.
À la base du tableau on peut lire : CLAVDE GELE I V FAICT POUR SON ALTESSE LE DUC DE BVILLON À ROMAE 1648.

## Analyse
Spécialisée dans la peinture de paysage, souvent religieuse ou mythologique, Lorrain a une vision idéalisée du paysage, où le culte de l’Antiquité, la sérénité et la placidité de la mer et du ciel, du soleil, des figures, reflètent un esprit évocateur, idéalisant un passé mythique, perdu mais rappelé dans un idéal de perfection. Il recrée souvent dans ses œuvres un type de paysage lyrique, avec un goût pour les panoramas larges, les ports de mer, l’analyse de la lumière et les souvenirs d’un passé classique prestigieux. L’une des caractéristiques principales de l’œuvre de Lorrain est son utilisation de la lumière, généralement naturelle, provenant du soleil, qu'il place au milieu de la scène, souvent, comme dans ce cas-ci, dans des marines, dans des scènes situées dans des ports, qui servent de prétexte pour donner une certaine action à la thématique figurative,.
Claude Lorrain utilise la technique du repoussoir, une forme de peinture par couches qui donnent une sensation de régression spatiale et de profondeur à l’horizon. Le contraste entre la clarté du soleil et l’obscurité des architectures environnantes provoque également un effet de profondeur du ciel, de perspective en fuite. Le savoir-faire de l’artiste en matière de nuances de couleurs confère à l'ouvrage une sensation de profondeur en graduant les couleurs vers des tons plus froids au fur et à mesure qu’elles s’éloignent dans l’espace. Les couleurs de l’aube, obtenues avec différentes nuances de jaune ocre et de blanc de titane, dénotent une grande perfection dans la représentation picturale de la lumière, comme peu d’autres artistes du baroque ont réussi à le faire, comparable à l’œuvre de grands maîtres comme Vélasquez et Vermeer. Il convient également de souligner le chromatisme de la mer, en combinaisons de bleu indigo et jaune ocre, qui donne des tons verdâtres qui semblent saisir parfaitement la réflexion de la lumière sur la surface de l’eau,.
Techniquement, le tableau montre un travail notable sur la perspective et une recherche de symétrie. La composition attire le regard sur un groupe de personnes sur les marches de droite, à l'intersection d'une ligne de perspective (les marches) et d'une forte verticale (la colonne de gauche du portique du bâtiment).

## Postérité
Le tableau fait partie des « 105 œuvres décisives de la peinture occidentale » constituant le musée imaginaire de Michel Butor.

## Galerie

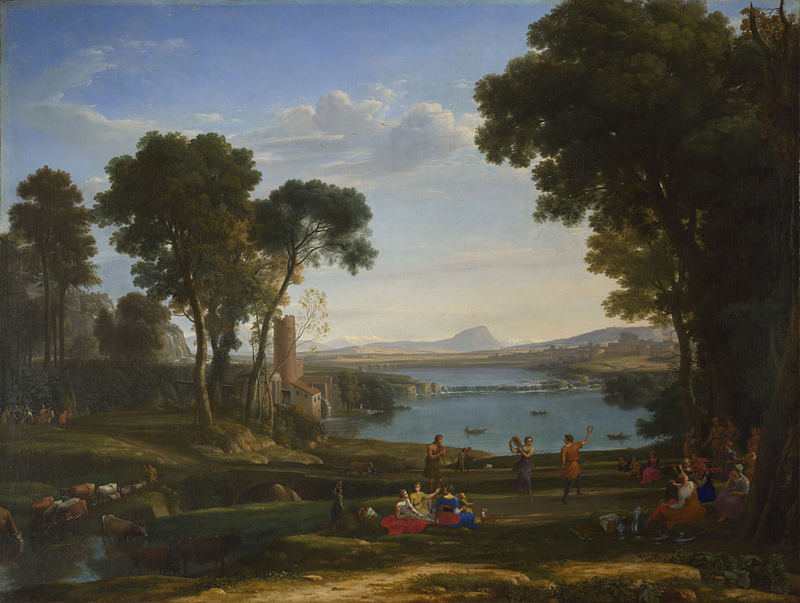
Paysage avec mariage d'Isaac et Rebecca, par le Lorrain.
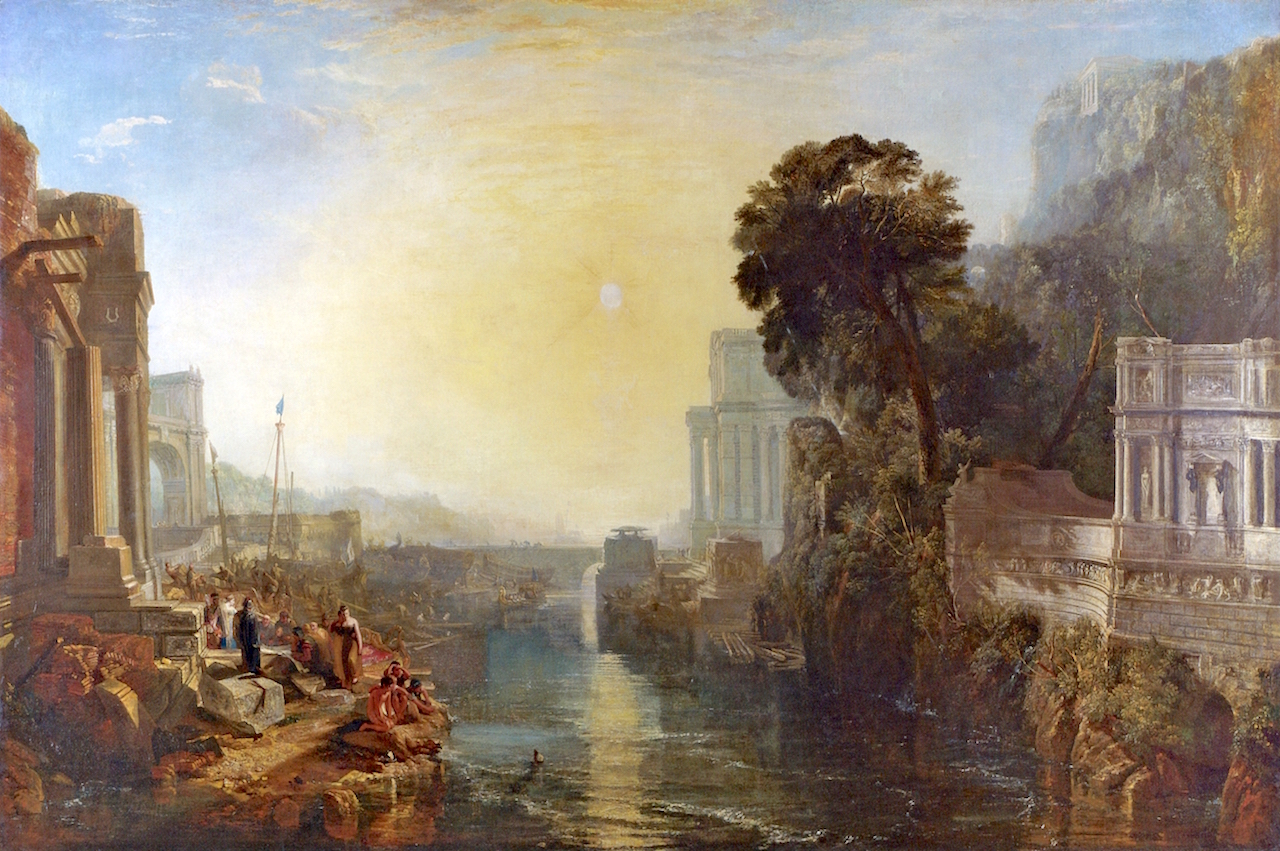
Didon construisant Carthage ou l'Ascension de l'Empire carthaginois (1815), par Turner.
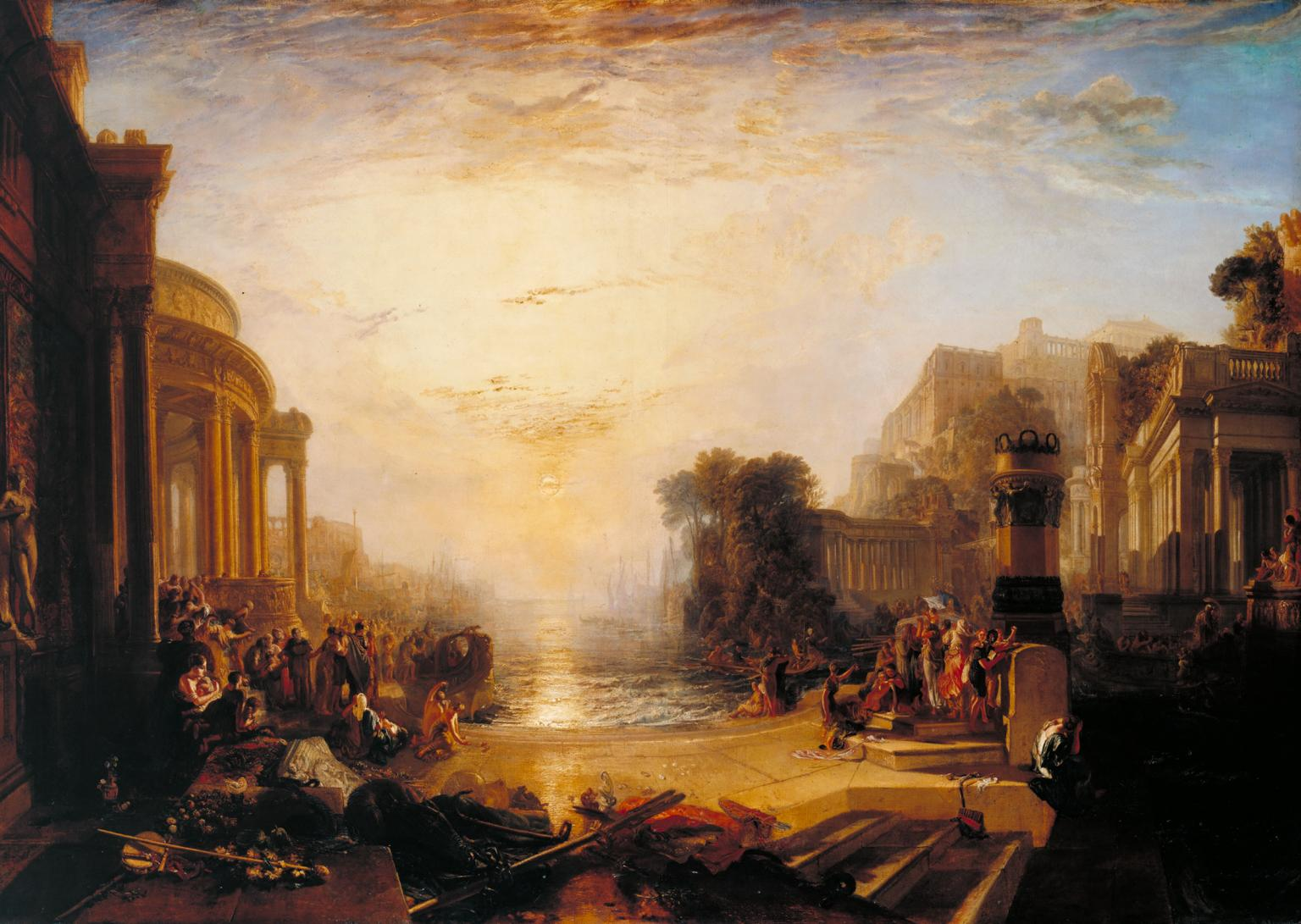
Le Déclin de l'Empire carthaginois (1817), par Turner.